# Фантоцци страдает снова
«Фантоцци страдает снова» (итал. Fantozzi subisce ancora; «Фантоцци снова расхлёбывает», «Фантоцци снова в седле», «У Фантоцци опять неприятности») — кинофильм. Экранизация одноимённой книги Паоло Виладжио. Сиквел фильма «Фантоцци против всех», эксцентрико-сатирическая комедия положений, четвёртая часть декалогии.

## Сюжет
Итальянцы больше любят подрабатывать, чем работать. И желательно в рабочее время. А Фантоцци приходится за всех отдуваться, изображая перед контролёрами бурную деятельность, когда в офисе ни души. Во время коллективной поездки к морю с сослуживцами чуть не распалась семья Фантоцци и ему пришлось опять что-то предпринимать. По возвращении домой возникла другая проблема: единственная дочь беременна, но когда она родила… А тут ещё и олимпиада по лёгкой атлетике, которую устроил новый начальник. И везде приходится отдуваться Фантоцци.

## В ролях
| Актёр            | Роль                       |
| ---------------- | -------------------------- |
| Паоло Виладжио   | Уго Фантоцци               |
| Анна Маццамауро  | синьорина Сильвани         |
| Жижи Редер       | бухгалтер Филлини          |
| Милена Вукотич   | Пина, жена Фантоцци        |
| Плинио Фернандо  | Марианджела, дочь Фантоцци |
| Алессандро Хабер | хирург                     |
| Уго Болонья      | Мегадиректор фирмы         |